# Klaus-Jürgen Lais

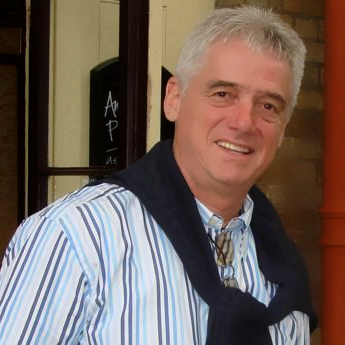
Klaus-Jürgen Lais

Klaus-Jürgen Lais (* 21. Januar 1944 in Wuppertal) ist ein deutscher Politiker der Sozialdemokratischen Partei Deutschlands (SPD).

## Leben

### Ausbildung und Beruf
Lais besuchte bis 1958 die Volksschule und erlernte von 1961 bis 1964 den Beruf des Elektroinstallateurs. Er besuchte die Berufsaufbauschule und erreichte seine Fachschulreife, danach von 1965 bis 1969 die Staatliche Ingenieurschule Saarbrücken, die er in der Fachrichtung Elektrotechnik 1969 mit einem Ingenieur-Diplom abschloss. Von 1969 bis 1983 war Lais als Ingenieur bei der Deutschen Bundespost/Deutschen Telekom tätig, von 2001 bis 2009 erneut bei der Deutschen Telekom (politische Interessenvertretung Rheinland-Pfalz) und nach 2009 als beratender Ingenieur.

### Lokalpolitiker
1968 trat Lais der SPD bei. Von 1977 bis 1990 bekleidete er in Neustadt an der Weinstraße das Amt des Ortsvereinsvorsitzenden. Von 1979 bis 1984 und von 1989 bis 1994 war er Mitglied des dortigen Stadtrats. Von 1990 bis 1996 war er Vorsitzender des SPD-Unterbezirks Neustadt.

### Landtagspolitiker
Von 1983 bis 2001 (in der 10. bis 13. Wahlperiode) gehörte Lais dem Landtag Rheinland-Pfalz an. 1991 wurde er dabei im Wahlkreis Neustadt an der Weinstraße direkt gewählt. In der 10. Wahlperiode war er stellvertretender Vorsitzender des Medienpolitischen Ausschusses und Mitglied im Kulturpolitischen Ausschuss. In der 11. Wahlperiode war er erneut stellvertretender Vorsitzender des Medienpolitischen Ausschusses und Mitglied im Ausschuss für Wirtschaft und Verkehr sowie im Untersuchungsausschuss „Spielbankkonzessionen und Rundfunklizenzen“. In der 12. Wahlperiode saß er dem Medienpolitischen Ausschuss vor und Mitglied im Ausschuss für Wirtschaft und Verkehr. In der 13. Wahlperiode war er Mitglied in den Ausschüssen für Wirtschaft und Verkehr sowie für Medienpolitik. 1999: Mitglied der 11. Bundesversammlung.

### Gesellschaftliche Funktionen
- seit 1969 Mitglied der Deutschen Postgewerkschaft, später ver.di
- 1985–2001 Mitglied der Versammlung der Landeszentrale für private Rundfunkveranstalter, von 1987 bis 1992 ihr stellvertretender Vorsitzender und von 1992 bis 2001 ihr Vorsitzender
- 1992–2006 Vorsitzender des Postsportvereins Neustadt
- 1995–2001 Stellvertretender Vorsitzender des Bildungszentrums Offene Kanäle (Rheinland-Pfalz, Nordrhein-Westfalen, Hessen)
- 1979–1989 Mitglied im Aufsichtsrat der Gemeinnützigen Baugesellschaft Neustadt an der Weinstraße
- Mitglied der Arbeiterwohlfahrt, der Naturfreunde, des Postsportvereins und bei Attac